# زين العابدين المظفري
مجاهد الدين السلطان زين العابدين علي بن شاه شجاع المظفري (حكم 786 هـ (1384 م) - خُلع 789 (1387 م)) كان من حاكمًا آل مظفر وهم سلالة عربية سنية حكمَت أجزاء من إيران.
اعتلى زين العابدين بن شاه شجاع، العرش بعد وفاة والده وفقًا لوصيته، لكن يزد كانت لا تزال في يد شاه يحيى وكرمان في يد عماد الدين أحمد. قضى فترة حكمه القصيرة في صراع مع أمراء المظفريين محاولًا بسط نفوذه على المنطقتين. وبالتالي بينما كان أمير تيمور يغزو ولايات إيران بسرعة واحدة تلو الأخرى، كانت عائلة المظفر مشغولة بالصراعات الداخلية والعائلية. عندما اعتلى زين العابدين العرش، انطلق شاه يحيى من يزد بجيشه لفتح شيراز. ومع ذلك، عقد السلام والتسوية مع زين العابدين، الذي خرج من شيراز لمواجهته.
بعد أن اطمأنّ سلطان زين العابدين من جهة الشاه يحيى، حكم بلاد فارس لفترةٍ في هدوء وأمان. وكان رجلًا حسن الخلق، لطيفًا، متسامحًا، يُعامل عامة الناس بالرأفة، لذا كان محبوبًا عند معظمهم. قام زين العابدين بإطلاق سراح الأمير سُيورغَتمِش، الذي كان سجينًا لدى الشاه شجاع، وأرسله إلى كرمان ليُمهّد تدريجياً لفرض سيطرته عليها. وعندما وصل سيورغتمش إلى هناك، انضم إليه الأوغانيّون. لكن عندما علم عماد الدين أحمد بالأمر، سار لمحاربة سيورغتمش. ولما أدرك سيورغتمش كثرة عدد جيش كرمان، انسحب إلى منطقة گرمسير كرمان، وأرسل من هناك رسولاً إلى زين العابدين طالباً المساعدة. ورغم الدعم الذي قدمه زين العابدين، إلا أن سيورغتمش هُزم في المعركة وقُتل، وكان ذلك في سنة 787 هـ / 1385 م.
في شوّال سنة 789هـ / تشرين الأول 1387م، حين فتح الأمير تيمور أذربيجان وأقام فيها، أرسل سفيرًا إلى السلطان زين العابدين في شيراز يدعوه إلى المثول بين يديه، ليُعيد تعيينه حاكمًا على فارس بعد لقائه. غير أن زين العابدين رفض الدعوة، ولم يسمح لرسول تيمور بالعودة. فلما بلغ تيمور هذا الخبر، ورأى زين العابدين أنه لا طاقة له بمواجهة الأمير تيمور، ترك شيراز ولجأ إلى شوشتر. أما تيمور، فقد توجّه إلى أصفهان، وهناك وتحت ذريعةٍ ما، أمر بقتل جماعة كبيرة من أهل المدينة، ثم مضى إلى شيراز. وفي شيراز، قدم إليه عماد الدين أحمد من كرمان، وشاه يحيى من يزد، للانضواء تحت لوائه. لكن في هذه الأثناء، بلغ تيمور خبر تمردٍ في سمرقند، فسلّم حكم كرمان إلى عماد الدين أحمد، وفارس إلى شاه يحيى، وغادر نحو ما وراء النهر في أوائل سنة 790هـ / 1388م. من جهة أخرى، لما بلغ زين العابدين شوشتر، هيّأ له الشاه منصور مقرًا خارج المدينة. وما إن مضت فترة قصيرة، حتى دعاه الملك منصور إلى وليمةٍ مع قادة جيشه، فلما اجتمعوا عنده، قبض عليهم وسجنهم، ثم استمال جيش شيراز إلى صفّه، وسار به إلى تلك البلاد. غير أن زين العابدين تواطأ مع سجّانه، فهرب من الأسر وتوجّه إلى أصفهان، وهناك جمع جيشًا وسار نحو شيراز ليقضي على الملك منصور الذي كان قد استولى على المدينة وجلس على عرش آل مظفر. إلا أن زين العابدين هُزم في المعركة التي نشبت بين الجيشين، فعاد إلى أصفهان. وفي أوائل سنة 793هـ / 1390م، انطلق الشاه منصور إلى أصفهان. ولمّا كان زين العابدين عاجزًا عن المقاومة، فرّ أمامه قاصدًا خراسان، فتتبّعه منصور في الطريق واستولى على كاشان. وحين بلغ السلطان زين العابدين مدينة الريّ، قبض عليه موسى جوكار، حاكم الري، وسلّمه إلى الشاه منصور. فأمر منصور، على عادة آل مظفر، أن تُفقَأَ عينا زين العابدين (أي يُعمى)، ثم أرسله إلى أصفهان وهو أعمى.